# Anau
Anau es una comuna asociada de la comuna francesa de Bora-Bora  que está situada en la subdivisión de Islas de Sotavento, de la colectividad de ultramar de Polinesia Francesa.

## Composición
La comuna asociada de Anau comprende una fracción de la isla de Bora Bora y los nueve motus más próximos a dicha fracción.
| Comuna asociada de Anau          |                  |                  |                    |
| Fracción de la isla de Bora Bora | Población (2012) | Superficie (km²) | Densidad (hab/km²) |
| Bora Bora (fracción)             | 1786             | -                | -                  |
| Islotes                          | Población (2012) | Superficie (km²) | Densidad (hab/km²) |
| Pitiaau                          | -                | -                | -                  |
| Tape                             | -                | -                | -                  |
| Taufarii                         | -                | -                | -                  |
| Tehotu                           | -                | -                | -                  |
| Temanamu                         | -                | -                | -                  |
| Teurafai                         | -                | -                | -                  |
| Tofari                           | -                | -                | -                  |
| Tupaia                           | -                | -                | -                  |
| Tupe                             | -                | -                | -                  |

## Demografía
| Gráfica de evolución demográfica de Anau entre 1977 y 2012 |
|                                                            |

Fuente: Insee